# Rouvignies
Rouvignies ist eine französische Gemeinde mit 658 Einwohnern (Stand: 1. Januar 2022) im Département Nord in der Region Hauts-de-France. Sie gehört zum Gemeindeverband Valenciennes Métropole, zum Arrondissement Valenciennes und zum Kanton Aulnoy-lez-Valenciennes.

## Geografie
Die Gemeinde Rouvignies liegt im Nordfranzösischen Kohlerevier, etwa sechs Kilometer südwestlich von Valenciennes an der kanalisierten Schelde. Umgeben wird Rouvignies von den Nachbargemeinden Hérin im Norden, Prouvy im Osten und Südosten, Haulchin im Süden und Südwesten sowie Wavrechain-sous-Denain im Südwesten und Westen. Mit der Nachbargemeinde Prouvy ist Rouvignies baulich zusammengewachsen. Durch die Gemeinde führen die früheren Routes nationales 30 (heutige D630), die 45 (heutige D645) und die Autoroute A2, die hier die Schelde überquert. Im Westen der Gemeinde sind noch Reste des früheren Steinkohlebergbaus in Form einer inzwischen verbuschten ehemaligen Abraumhalde zu sehen.

## Bevölkerungsentwicklung
| Jahr                       | 1962 | 1968 | 1975 | 1982 | 1990 | 1999 | 2006 | 2012 | 2021 |
| Einwohner                  | 526  | 521  | 571  | 527  | 503  | 588  | 701  | 683  | 657  |
| Quellen: Cassini und INSEE |      |      |      |      |      |      |      |      |      |

## Sehenswürdigkeiten

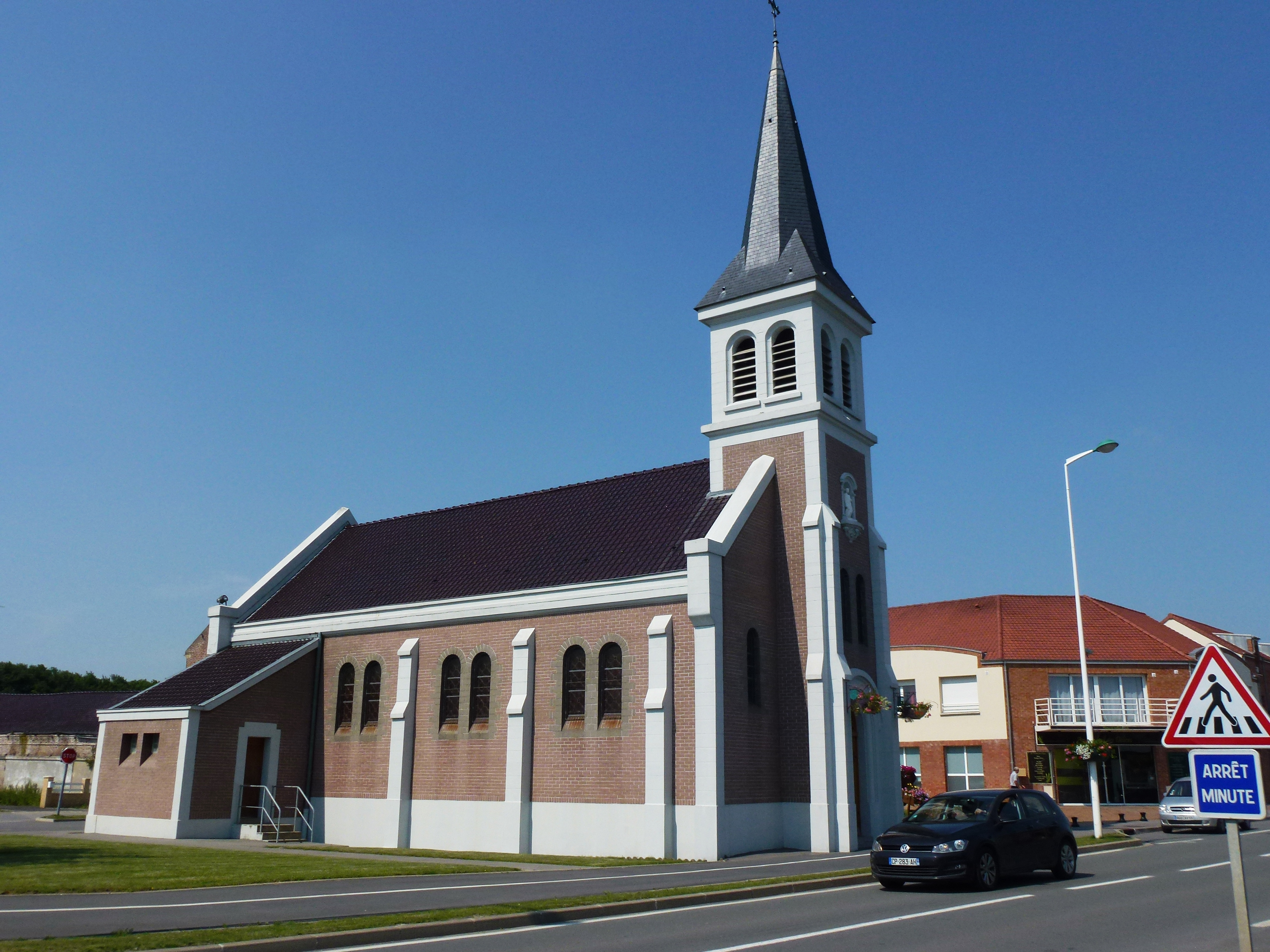
Kirche Saint-Jean
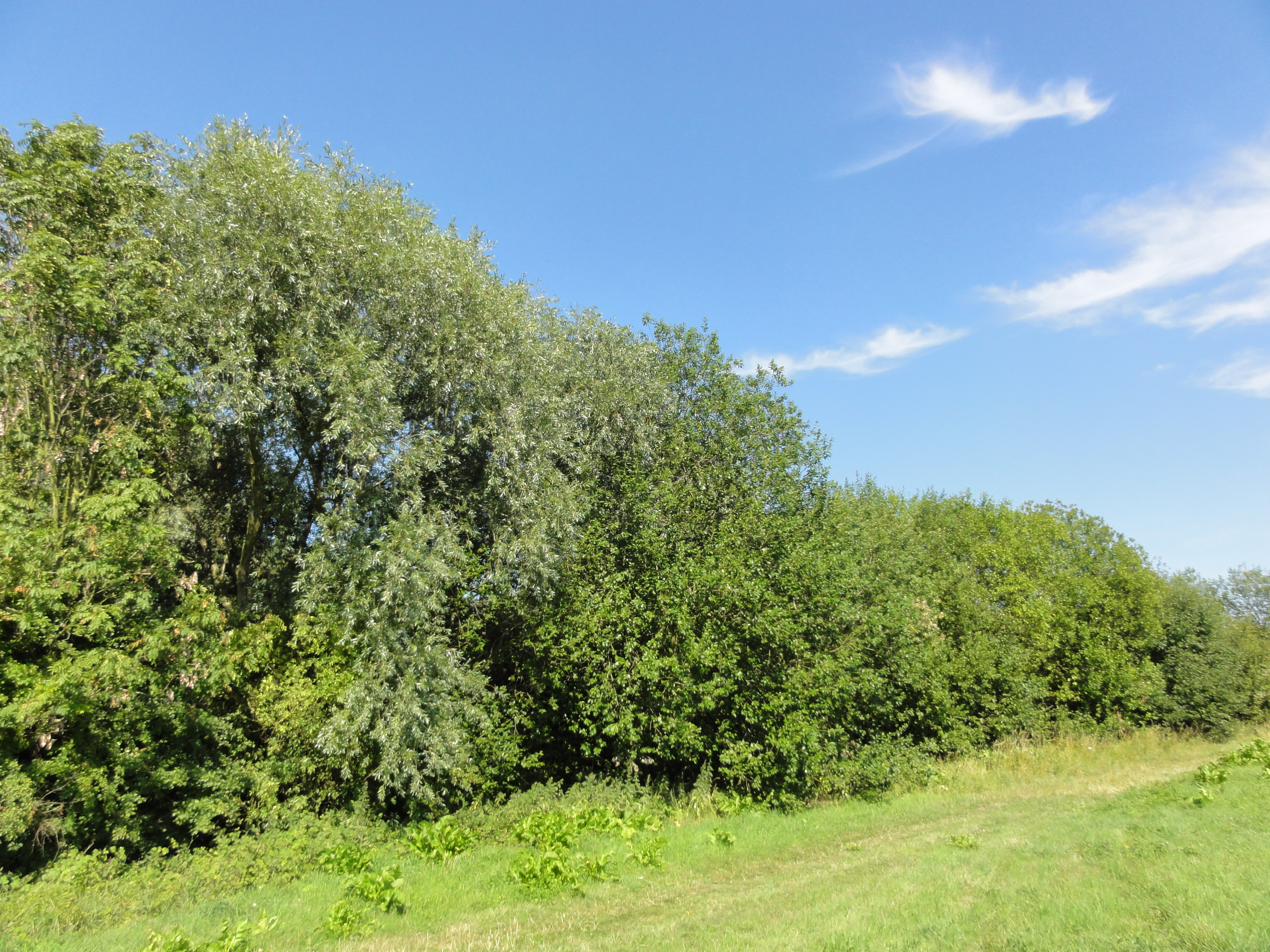
Ehemalige Abraumhalde der Zeche Nr. 165

- Kirche Saint-Jean
- Ehemalige Abraumhalde der Zeche Nr. 165